# 1995年度壹電視大獎得獎名單
1995年度壹電視大獎得獎名單於1995年頒發。

## 十大電視節目
- 第一位：再見亦是老婆
- 第二位：壹號皇庭III
- 第三位：今日睇真D
- 第四位：星期日檔案
- 第五位：笑看風雲
- 第六位：寰宇風情
- 第七位：江山如此多Fun
- 第八位：鏗鏘集
- 第九位：新聞透視
- 第十位：娛樂新聞眼

## 十大電視藝人
本届十大電視藝人只列冠亞季，其餘不分名次。
- 第一位：陳秀雯 [1]
- 第二位：古巨基
- 第三位：鄭伊健
- 李綺虹
- 黎　明
- 歐陽震華
- 鄭少秋
- 羅家英
- 汪明荃
- 陳松齡